# Кентаро Хајаши
Кентаро Хајаши (јап. 林 健太郎; 29. август 1972) бивши је јапански фудбалер.

## Каријера
Током каријере је играо за Токио Верди, Висел Кобе и Ventforet Kofu.

## Репрезентација
За репрезентацију Јапана дебитовао је 1995. године. За тај тим је одиграо 2 утакмице.

## Статистика
| Јапан  | Јапан   | Јапан  |
| Година | Наступи | Голови |
| ------ | ------- | ------ |
| 1995.  | 2       | 0      |
| Укупно | 2       | 0      |